# Чумацький шлях (гурт)
Чумацький Шлях (CH.SH) — український рок-гурт, який грає у жанрі Folk Alternative Metal.

## Історія
Гурт «Чумацький Шлях» засновано в 2008 році, у м. Хмельницькому. Найперше колектив був представлений як етно-фолк-рок, та з часом, у результаті численних експериментів, стиль гурту модернізувався до більш сучасного альтернативного та прогресивного рок-звучання, з елементами фольклорних мотивів різних країн світу (Folk Alternative Metal).
Гурт активно гастролює на багатьох фестивалях в Україні та за її межами.
Під час живих виступів «Чумацький Шлях» демонструє феєричне шоу з використанням різних сценічних ефектів та незвичних власних образів.
В 2011 році гурт став переможцем фестивалю «Червона Рута», у жанрі «Рок-музика».
В 2012 році гурт був запрошений на фестиваль «Noc Kultury» у м. Люблін, Польща.
В 2013 гурт презентував свій перший студійний альбом під назвою «Lorela», записаний на київській студії FDR. Альбом вмістив у собі 9 пісень та інтро. В платівці є спільна пісня іспанською мовою «El pastor», записана в дуеті з мексиканською співачкою Lorely Copado Ramirez.
В 2015 році гурт презентував другий студійний альбом «Самурай», записаний на студії Frost Magnetic Records. Саме цей альбом закріпив стиль гурту у Folk Alternative Metal. Платівка містить 9 пісень.
Наприкінці 2015 року «Чумацький Шлях» записують кавер-версію відомого хіта Віктора Павліка «Шикидим» та знімають на нього кліп.
В 2016 році гурт знімає кліп на пісню «Не буди» з другого альбому, яка суттєво відрізняється своєю тематикою та змістом від усіх інших композицій групи. Пісня написана про страшний голодомор, який залишив нестерпно болючий слід в історії українського народу, тому кліп знятий в чорно-білих тонах з важким сюжетом.
В 2016 році гурт гастролює у Польщі, на таких фестивалях як «Unique Rock Festival» та «EKOŁOMYJA», багато спільних концертів у Варшавських клубах разом з гуртом «Гайдамаки» та «Друга ріка».
В 2017 році «Чумацький Шлях» зняли кліп на нову пісню «Алфавіт». У квітні з'явився маскот гурту — #KOZAMONSTER, який одразу став улюбленцем фанатів та героєм нового кліпу на пісню «Хап».
На початку 2018 року гурт презентував сингл «Віддай», що відкрив новий етап у творчості команди. 16 березня світ побачив насичений EP «Тисячі років», до якого увійшли 4 найпотужніші пісні, створені за останній рік (інтерв'ю гурту [Архівовано 6 квітня 2018 у Wayback Machine.]). В композиції «Ламай», що відкриває платівку, можна почути Ярка Себала з гурту Joryj Kłoc, а другий куплет гострої, соціально-філософської «Тисячі років», що дала назву ЕР, виконує популярний ведучий та музикант М'яч Дредбол. Також у ЕР ввійшли запальна «Кольорові Звуки» і сингл «Віддай».
У лютому 2019 року гурт презентував два варіанти нового синглу «Одинак», доповнивши його лірик-відео. Трохи згодом музиканти оприлюднили живе відео виконання його акустичної версії.
Влітку 2019 року «Чумацький шлях» посів четверте місце на міжнародному конкурсі молодих команд Battle Metal, який щорічно проходить в рамках знаменитого німецького фестивалю важкої музики Wacken Open Air.

## Учасники
- Строян Сергій — спів, акордеон
- Богуцький Євген — гітара
- Гавришов Володимир — ударні
- Комоса Андрій — бас-гітара
- Сухий Ілля — сопілка, бандура

## Дискографія

#### Повноформатні альбоми
- Lorela, 2013
- Самурай, 2015
- Поза часом, 2024

#### EP
- Тисячі років, 2018

### Відеокліпи
- «INterNet M@руся» (Інтернет-Маруся), 2012.[3]
- «Шикидим», Віктор Павлік feat. Чумацький Шлях, 2015.[4]
- «Не буди», 2016.[5]
- «Алфавіт», 2017.[6]
- «Хап», 2017